# تشیمیر (منطقه تربیچ)
تشیمیر (به چکی: Číměř) یک منطقهٔ مسکونی در جمهوری چک است که در منطقه تربیچ واقع شده‌است. تشیمیر ۴٫۳۴ کیلومتر مربع مساحت و ۲۱۸ نفر جمعیت دارد و ۴۵۰ متر بالاتر از سطح دریا واقع شده‌است.